# Esther Nkishi
Esther Nkishi, née Elfie-Esther Nkishi Ilunga, le 28 avril 1983 à Kinshasa, est une personnalité féminine des médias congolais connue pour être la créatrice de la Radio de la Femme et la responsable de la fondation Génération Femme.

## Biographie
Esther Nkishi est née le 28 avril 1983 dans la capitale de la république démocratique du Congo, elle est juriste de profession et avocate de formation.